# Ягель (Німеччина)
Ягель (нім. Jagel) — громада в Німеччині, розташована в землі Шлезвіг-Гольштейн. Входить до складу району Шлезвіг-Фленсбург. Складова частина об'єднання громад Гаддебі.
Площа — 11,89 км2. Населення становить 985 ос. (станом на 31 грудня 2020).